# Санда Вудурома
Санда Вудурома (*д/н — 1894) — 9-й шеку (володар) Борну в 1893—1894 роках. Повне ім'я Санда ібн Абу-Бакр аль-Амін аль-Канемі. Відомий також як Абба Санда Ліманнамбе.

## Життєпис
Походив з династії Канемі. Син шеху Абу-Бакра I. 1894 року після загибелі брата — Мухаммада аль-Аміна II — продовжив боротьбу проти Рабіха аз-Зубайра, який захопив частину Борну. Але швидко зазнав поразки, потрапив у полон й був страчений у містечку Вудуро. Звідси походить його посмертне прізвисько «Вудурома».